# Mẫu hình Cái nêm
Mẫu hình cái nêm là một mẫu hình thường được tìm thấy trong các biểu đồ giá cả tài sản giao dịch tài chính (cổ phiếu, trái phiếu, tương lai, vv). Mẫu hình được đặc trưng bởi một phạm vi tương phản trong giá cùng với xu hướng tăng giá (được gọi là một nêm tăng) hoặc một xu hướng giảm giá (được gọi là một cái nêm giảm).
Một mẫu hình nêm được coi là một mẫu hình được hình thành ở trên đỉnh hoặc dưới đáy của xu hướng. Nó là một loại hình thành mà trong đó các hoạt động trao đổi bị giới hạn trong hội tụ các đường thẳng tạo thành một mẫu hình. Nó phải mất rất nhiều phiên để hoàn thành hình nêm. Mẫu hình này có một nghiêng tăng hoặc giảm chỉ trong cùng một hướng. Nó khác với mẫu hình tam giác theo nghĩa là cả hai đường ranh giới hoặc dốc lên hoặc dốc xuống. Điểm phá vỡ giá tạo ra một sự khác biệt với mẫu hình tam giác. Các nêm giảm và tăng là một phần nhỏ của xu hướng trung gian hoặc xu hướng chính. Do chúng được dành riêng cho các xu hướng nhỏ, chúng không được coi là mẫu hình chính. Một khi xu hướng cơ bản hoặc chính tự phục hồi, mẫu hình cái nêm mất hiệu quả của nó như là một chỉ báo kỹ thuật.

## Cái nêm giảm
Mẫu hình Cái nêm giảm được đặc trưng bởi một mẫu hình biểu đồ hình thành khi thị trường làm các mức thấp thấp hơn và các mức cao thấp hơn với một phạm vi tương phản. Khi mẫu hình này được tìm thấy trong một xu hướng đi xuống, nó được coi là một mẫu hình đảo chiều, như sự co lại của phạm vi cho thấy xu hướng giảm đang mất hơi. Khi mẫu hình này được tìm thấy trong một xu hướng tăng, nó được coi là một mẫu hình tăng, do phạm vi thị trường trở nên hẹp hơn vào sự điều chỉnh, cho thấy xu hướng giảm đang mất dần sức mạnh và nối lại xu hướng tăng là đang trong thực hiện.
Trong một cái nêm giảm, cả hai đường ranh giới nghiêng xuống từ trái sang phải. Đường phía trên nghiêng xuống ở một góc độ dốc hơn so với đường thấp hơn. Khối lượng vẫn tiếp tục suy giảm và trao đổi hoạt động chậm lại do giá thu hẹp. Có đến điểm phá vỡ, và hoạt động giao dịch sau khi đột phá khác. Một khi giá di chuyển ra khỏi các đường ranh giới cụ thể của một cái nêm giảm, chúng có nhiều khả năng đi ngang và saucer-out trước khi tiếp tục xu hướng cơ bản.

## Cái nêm tăng
Mẫu hình Cái nêm tăng được đặc trưng bởi một mẫu hình biểu đồ hình thành khi thị trường làm các mức cao hơn và các mức thấp cao hơn với một phạm vi tương phản. Khi mẫu hình này được tìm thấy trong một xu hướng tăng, nó được coi là một mẫu hình đảo chiều, do sự co lại của phạm vi cho thấy xu hướng tăng đang mất dần sức mạnh. Khi mẫu hình này được tìm thấy trong một xu hướng giảm, nó được coi là một mẫu hình giảm, do phạm vi thị trường trở nên hẹp hơn vào sự điều chỉnh, chỉ ra rằng sự điều chỉnh đang mất dần sức mạnh, và nối lại các xu hướng giảm đang trong thực hiện.
Trong một cái nêm gia tăng, cả hai đường ranh giới nghiêng lên từ trái sang phải. Mặc dù cả hai đường chỉ trong cùng một hướng, đường biên dưới tăng lên ở một góc độ dốc hơn  là biên trên. Giá thường giảm sau khi phá vỡ qua đường biên thấp hơn. Theo như khối lượng có liên quan, chúng tiếp tục suy giảm với nhau trước mức giá mới hoặc sóng lên, cho thấy nhu cầu đang yếu đi ở mức giá cao hơn. Một cái nêm gia tăng là đáng tin cậy hơn khi tìm thấy trong một thị trường giảm. Trong một xu hướng tăng những gì có vẻ là một Cái nêm tăng thực sự có thể là một Cờ chữ nhật hoặc một Cờ tam giác (anh em của một cái nêm) cần khoảng 4 tuần để hoàn thành.